# 재향군인의 날
재향군인의 날(Veterans Day)은 퇴역 군인을 기리는 미국의 공휴일로, 매년 11월 11일이다. 제1차 세계 대전이 끝난 날을 1926년 미국 의회가 휴전 기념일(Armistice Day)로 지정했다. 1954년 제2차 세계 대전을 포함한 모든 전쟁의 퇴역 군인들을 기념하는 날로 확장되면서 현재의 이름이 채택되었다. 다른 국가들에서는 같은 날을 휴전 기념일이나 영령 기념일로 부른다.
메모리얼 데이는 전쟁에서 전사한 군인들을 대상으로 하는 공휴일이라는 차이점이 있다.

## 역사
1918년 11월 11일에 제1차 세계 대전이 종전이 되고 이를 기념하기 위해 휴전일(Armistice Day)이라는 이름으로 기념되었다. 1년 뒤인 1919년 11월 11일, 첫 번째 공식 기념식에서 미국의 제 28대 대통령인 우드로 윌슨이 대국민 연설을 진행했다.
1926년 6월 4일, 미국 의회가 제1차 세계 대전의 종전에 대한 공동 결의안을 체결한 뒤에 1939년 5월 13일에 제1차 세계 대전에 참전한 용사들을 기리기 위한 공휴일 지정에 대한 법률(52 Stat. 351; 5 U. S. Code, Sec. 87a)이 최종적으로 통과되었다. 이후 매년 11월 11일을 법적 공휴일로서 기념하게 되었다.
제2차 세계 대전과 6.25 전쟁 이후인 1954년, 많은 재향군인단체들이 휴전일(Armistice Day)을 재향군인의 날(Veterans Day)로 바꿀 것을 요구했다. 이후 동년 6월 1일, 제83회 미국 의회에서 휴전일을 재향군인의 날로 변경하는 공법 380호(Public Law 380)가 통과되어 매년 11월 11일을 1차 세계대전 종전 뿐만이 아니라 모든 재향군인들을 기리는 날로 변경되었다.
1968년 통과된 월요일 공휴일 법에 따라 1971년부터 콜럼버스의 날, 메모리얼 데이, 대통령의 날과 같이 요일제 공휴일로 변경되어 10월 네 번째 월요일에 기념하게 되었다. 하지만 공휴일 날짜 변경에 대한 반발로 미국 제38대 대통령인 제럴드 포드가 원래 재향군인의 날을 기념한 날인 11월 11일로 되돌리는 공법 94-97호(Public Law 94-97 (89 Stat. 479))에 서명하여 1978년부터 다시 11월 11일에 재향군인의 날을 기념하게 되었다.

## 기념
이날에는 다른 사람들과 같이 군복을 입고 조국을 위해 전쟁 중 복무한 참전 용사들을 기린다.
미국 각지에서는 재향군인들을 기리는 퍼레이드가 개최된다. 특히 뉴욕시에서는 매년 재향군인의 날에 미국에서 큰 재향군인 행사 중 하나인 뉴욕시 재향 군인의 날 퍼레이드(The New York City Veterans Day Parade)를 실시한다. 퍼레이드에는 군인 뿐만이 아니라 경찰관, 소방관, 등이 행진에 참여한다.

## 같이 보기
- 앤잭 데이
- 독립기념일 (폴란드)